# Stokastisk variabel

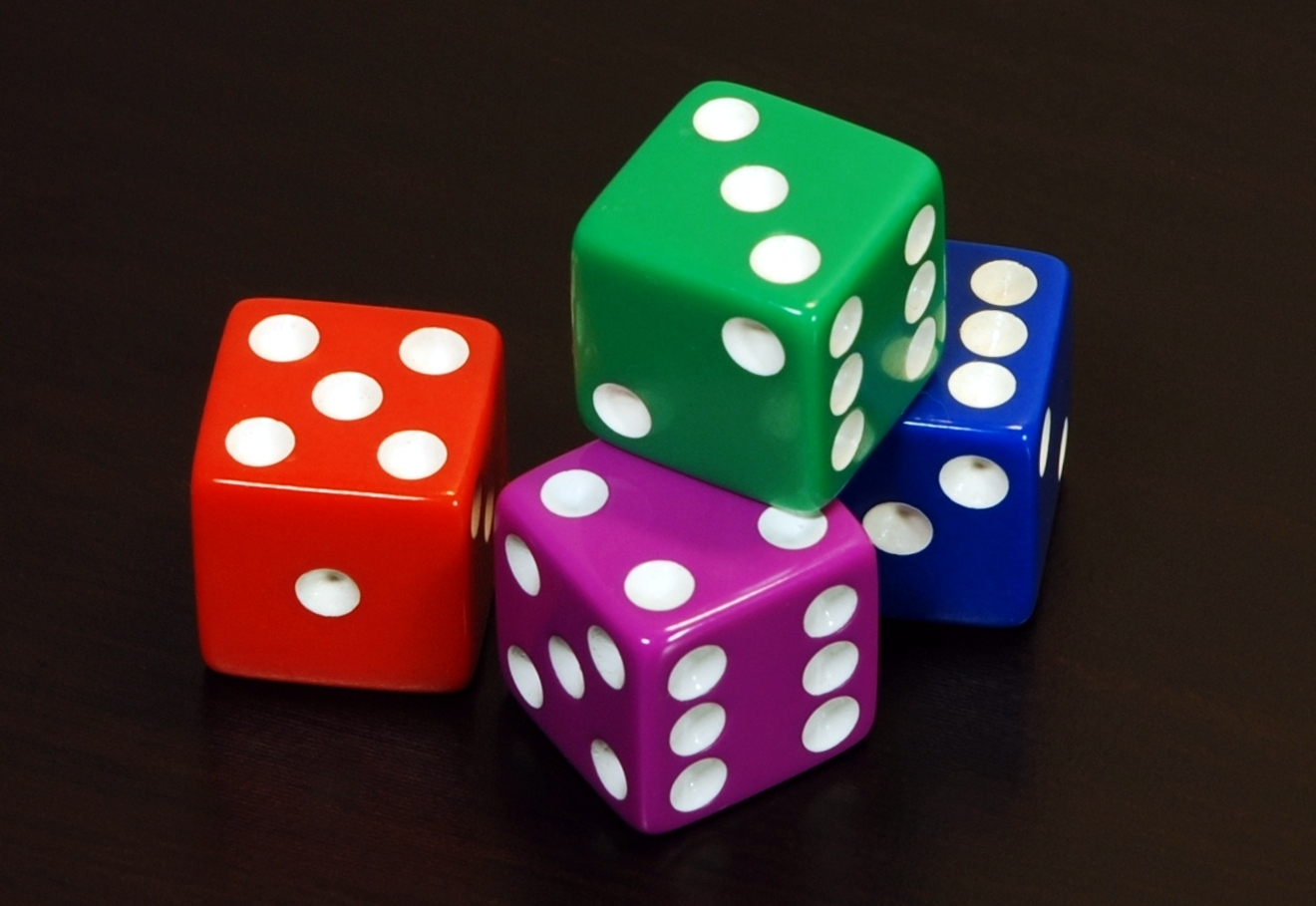
Värdet på en vanlig tärning efter ett kast är ett slumpmässigt heltal från 1 till 6.

En stokastisk variabel (eller slumpvariabel) är ett matematiskt objekt som är avsett att beskriva något som påverkas av slumpen. För teorin är det dock oväsentligt huruvida något är genuint slumpmässigt eller man endast väljer att bortse från bakomliggande orsakssamband.
En stokastisk variabel 
{\displaystyle X:\Omega \to E}
är en avbildning (funktion) från mängden av alla möjliga värden Ω till någon mängd E.
Vanligen är E = R. Den stokastiska variabeln är alltså en funktion men beteckningen har behållits av historiska skäl.

## Exempel

### Diskret stokastisk variabel
Anta att vi singlar slant. Slantens sidor kallas för krona respektive klave. Anta att vi har en funktion X som bara kan anta två värden: ett (1) och minus ett (-1). Om X antar värdet 1 om slanten visar krona och värdet -1 om slanten visar klave, kommer X att påverkas av slumpen och funktionen X är därför en stokastisk variabel. Denna stokastiska variabel är en funktion från utfallsrummet {klave, krona} till värdemängden {-1, 1}, vilket kan skrivas som
{\displaystyle X:\{klave,krona\}\rightarrow \{-1,1\}.}
Den stokastiska variabeln X antar endast två värden och är ett exempel på en diskret stokastisk variabel. Diskreta stokastiska variabler kan endast anta ett uppräkneligt antal värden. Det finns även kontinuerliga stokastiska variabler och dessa kan anta ett överuppräkneligt antal värden.

### Kontinuerlig stokastisk variabel
Kontinuerliga stokastiska variabler måste vara  mätbara funktioner. Definitionen av en mätbar funktion bygger på måtteorin, där begreppet sigma-algebra är av central betydelse. Det är endast vid arbete med icke-diskreta stokastiska variabler som måtteorin behöver användas.
Som ett exempel på en kontinuerlig stokastisk variabel kan väljas den tid i sekunder, T, som det tar för någon att läsa denna mening. Värdet som T kan anta ligger någonstans i intervallet [0, ∞). Detta intervall innehåller överuppräkneligt många punkter. Det tar inte oändligt lång tid för någon att läsa meningen, varför sannolikheten att T är mycket stor, är att betrakta som noll. För att ange sannolikheten P(0 ≤ T ≤ 3) att någon läser denna mening inom 3 sekunder, behöver man känna till sannolikhetsfördelningen för T. Den skulle exempelvis kunna vara exponentialfördelningen, i vilket fall den sökta sannolikheten ges av integralen
{\displaystyle P(0\leqslant T\leqslant 3)=\int _{0}^{3}e^{-t}\,dt=1-e^{-3}\approx 0.95}
(Här används den exponentialfördelning, Exp(1), vars intensitet är lika med ett (1).)
Stokastiska variabler förekommer inom såväl sannolikhetsteori som statistik.